# Kanstein (Langelsheim)
Der Kanstein ist ein Berg östlich von Langelsheim nördlich des Harzrandes. Seine Höhe beträgt 235 m ü. NN. Geologisch besteht er im Wesentlichen aus Kalkstein aus der Oberkreide.

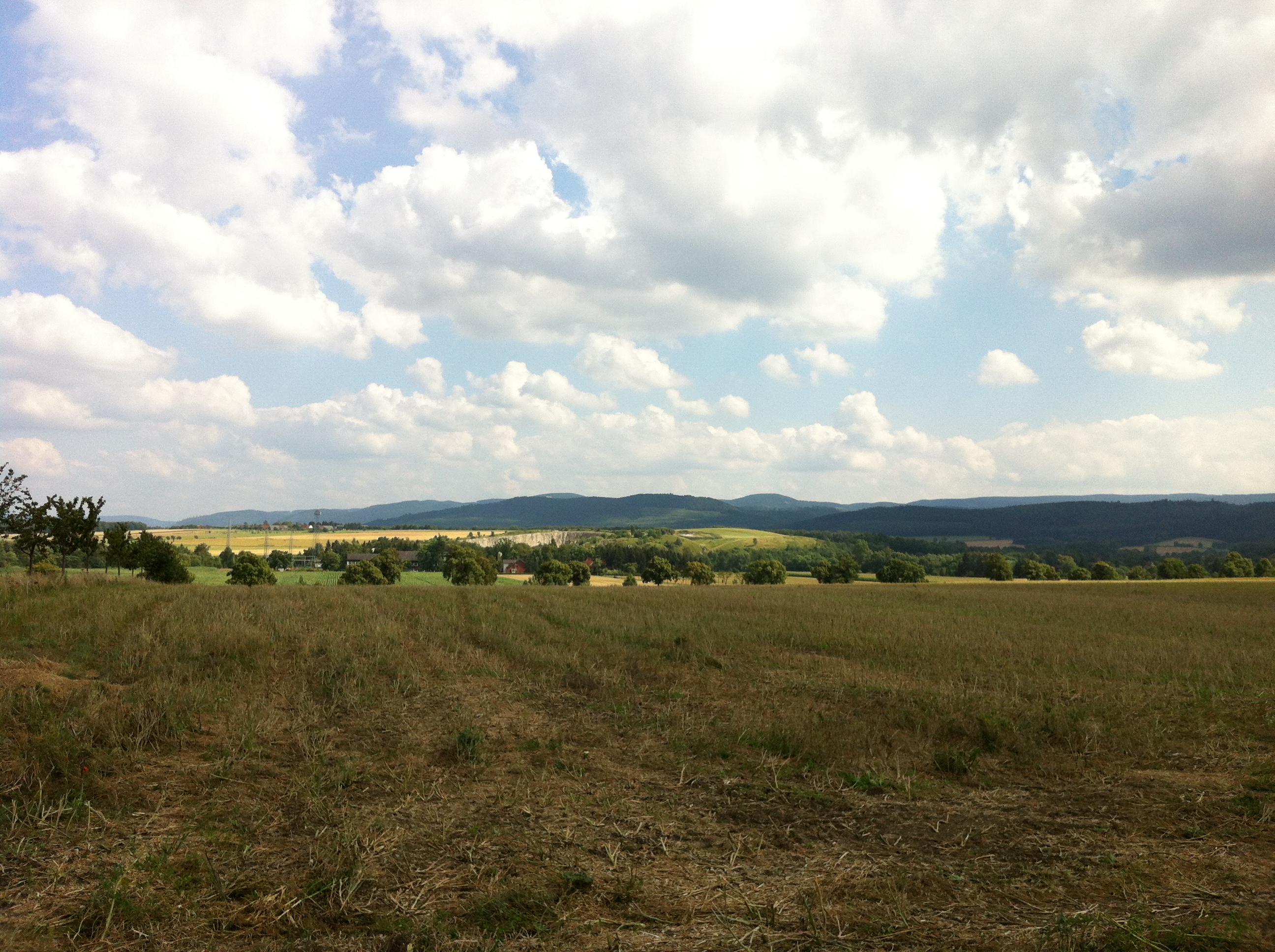
Kanstein aus nördlicher Richtung im Mittelgrund (heller Bereich). Dahinter der Harz. Davor das Tal der Innerste.

Bis heute wird dort Kalkstein in einem Steinbruch abgebaut.
Auf dem Bergplateau befand sich am nördlichen, steil zur Innerste hin abfallenden Rand die vermutlich aus karolingischer Zeit stammende Kansteinburg. 
Die Felshänge des Kansteins und Flächen der Kansteinhochebene sind Teil des Naturschutzgebietes Mittleres Innerstetal mit Kanstein.